# Umbilicaria hypococcina
Umbilicaria hypococcina är en lavart som först beskrevs av Jatta, och fick sitt nu gällande namn av Llano. Umbilicaria hypococcina ingår i släktet Umbilicaria och familjen Umbilicariaceae.   Inga underarter finns listade i Catalogue of Life.